# Ariamnes kahili
Ariamnes kahili là một loài nhện trong họ Theridiidae.
Loài này thuộc chi Ariamnes. Ariamnes kahili được miêu tả năm 2007 bởi Gillespie & Rivera.